# Hail the Apocalypse
Hail the Apocalypse är det femte albumet av den svenska metalgruppen Avatar från Göteborg, utgivet i maj 2014 av Entertainment One.

## Låtlista
| Nr           | Titel                                           | Längd |
| ------------ | ----------------------------------------------- | ----- |
| 1.           | Hail the Apocalypse                             | 4:13  |
| 2.           | What I Don't Know                               | 4:09  |
| 3.           | Death of Sound                                  | 4:21  |
| 4.           | Vultures Fly                                    | 4:38  |
| 5.           | Bloody Angel                                    | 6:04  |
| 6.           | Murderer                                        | 5:03  |
| 7.           | Tsar Bomba                                      | 3:33  |
| 8.           | Puppet Show                                     | 4:23  |
| 9.           | Get In Line                                     | 3:13  |
| 10.          | Something in the Way (Nirvana cover)            | 4:27  |
| 11.          | Tower                                           | 6:04  |
| 12.          | Use And Abuse (Bonus Track) (ft. DJ Starscream) | 3:26  |
| Total längd: | Total längd:                                    | 54:18 |

## Banduppsättning
- Johannes Eckerström - sång
- Jonas Jarlsby - gitarr
- Tim Öhrström - gitarr
- Henrik Sandelin - bas
- John Alfredsson - trummor